# Matrice de Tutte
En théorie des graphes, la matrice de Tutte d'un graphe {\displaystyle G=(V,E)} est une matrice utilisée pour déterminer l'existence d'un couplage parfait, soit d'un ensemble d'arêtes incidentes à chaque sommet exactement une fois.
Si l'ensemble des sommets est {\displaystyle V=\{1,\dots ,n\}}, alors la matrice de Tutte de {\displaystyle G} est une matrice de taille {\displaystyle n\times n} ayant pour coefficients :
{\displaystyle A_{ij}={\begin{cases}x_{ij},&{\text{si }}(i,j)\in E{\text{ et }}i<j\\-x_{ij},&{\text{si }}(i,j)\in E{\text{ et }}i>j\\0&{\text{sinon.}}\end{cases}}}
où {\displaystyle x_{ij}} sont les indéterminées. Le déterminant de cette matrice antisymétrique est un polynôme (en les variables {\displaystyle x_{ij},\ i<j}) : il coïncide avec le déterminant pfaffien de {\displaystyle A} et est non-identiquement nul si et seulement si un couplage parfait existe. (Ce polynôme ne doit pas être confondu avec le polynôme de Tutte de {\displaystyle G}).
Le nom matrice de Tutte provient du mathématicien W. T. Tutte, et est la généralisation de la matrice d'Edmonds pour les graphes bipartis équilibrés.